# Diospyros panguana
Diospyros panguana är en tvåhjärtbladig växtart som beskrevs av B. Walln. Diospyros panguana ingår i släktet Diospyros och familjen Ebenaceae. Inga underarter finns listade i Catalogue of Life.